# Pactum
Pactum är en juridisk term som användes i häxprocesser. Anklagades man för häxeri fanns det två huvudsakliga åtalspunkter: maleficium, förgörning, det vill säga magisk skadegörelse och pactum som avsåg ett förbund med djävulen. Pactum betraktades som ett brott mot Guds majestät.